# Patinatge artístic als Jocs Olímpics d'Estiu de 1908
Als Jocs Olímpics de 1908 realitzats a la ciutat de Londres es disputaren quatre proves de patinatge artístic sobre gel, dues en categoria masculina, una en femenina i una de mixta. Les proves es van celebrar entre el 28 i el 29 d'octubre al Prince's Skating Club del barri de Knightsbridge.
Aquesta fou la primera ocasió en la qual un esport d'hivern va participar en els Jocs Olímpics d'Estiu, setze anys abans de la creació dels Jocs Olímpics d'Hivern celebrats a Chamonix.

## Comitès participants
Hi participaren 22 patinadors de 6 comitès nacionals diferents:
- Argentina (1)
- Estats Units (1)
- Imperi Alemany (3)
- Rússia (2)
- Regne Unit (11)
- Suècia (4)

## Resum de medalles
| Prova                                | Or                                           | Argent                                        | Bronze                               |
| Individual masculí detalls           | Ulrich Salchow                               | Richard Johansson                             | Per Thorén                           |
| Figures especials masculines detalls | Nikolai Panin                                | Arthur Cumming                                | Geoffrey Hall-Say                    |
| Individual femení detalls            | Madge Syers                                  | Elsa Rendschmidt                              | Dorothy Greenhough-Smith             |
| Parelles detalls                     | Imperi Alemany Anna Hübler · Heinrich Burger | Regne Unit Phyllis Johnson · James H. Johnson | Regne Unit Madge Syers · Edgar Syers |

## Medaller
| Posició | País           | Or | Argent | Bronze | Total |
| 1       | Regne Unit     | 1  | 2      | 3      | 6     |
| 2       | Suècia         | 1  | 1      | 1      | 3     |
| 3       | Imperi Alemany | 1  | 1      | 0      | 2     |
| 4       | Rússia         | 1  | 0      | 0      | 1     |